# 미콜라이우 전투
미콜라이우 전투는 2022년 2월 26일 러시아의 우크라이나 침공 당시 헤르손 공세의 일환으로 시작된 전투이다.

## 공세
현지시각 2월 26일 오후 동안, 12대의 전차가 드네프르강의 카호우카를 돌파하여 미콜라이우를 향해 진격하기 시작했다. 비탈리 킴 시장은 도시가 준비할 시간이 5시간이라고 말했다. 포병과 다른 무기들도 준비되었고, 전방위 방어가 준비되었다.
현지 시간으로 18시 30분 경, 전차가 도시 외곽에 위치해 있고 시장은 시민들에게 창문에서 가능한 한 멀리 떨어진 채로 집에 머물 것을 명령했다. 얼마 지나지 않아 군대가 도시로 진입했고 10분 후 남부크강에서 전투가 벌어졌다. 일부 보도에 따르면 전차가 "도시를 통과했다"고 한다. 러시아는 또한 미콜라이우 동물원을 점령했다. 대략 3시간의 전투 후, 러시아군은 우크라이나군에 의해 격퇴되었고, 일부 러시아 전차들은 도시를 우회했지만, 전투는 계속되었다.
슬로비드스카 거리 6번가와 센트럴 애브뉴의 코라벨니니 라이온에서 대규모 전투가 벌어졌다.
2월 27일 이른 아침, 우크라이나는 러시아군이 도시 밖으로 완전히 떠났다고 주장했고, 비탈리 킴은 텔레그램에 "미콜라이우는 우리의 것이다! 우크라이나에 영광이 있기를!"(Миколаїв наш! Слава України[!])이라는 글을 올렸다. 몇몇 러시아 군인들은 체포되었다. 도시는 큰 피해를 입었다.

## 같이 보기
- 헤르손 공세
- 미콜라이우